# Dissen am Teutoburger Wald
Dissen am Teutoburger Wald é uma cidade da Alemanha localizada no distrito de Osnabrück, estado de Baixa Saxônia.